# Eselföterstraße

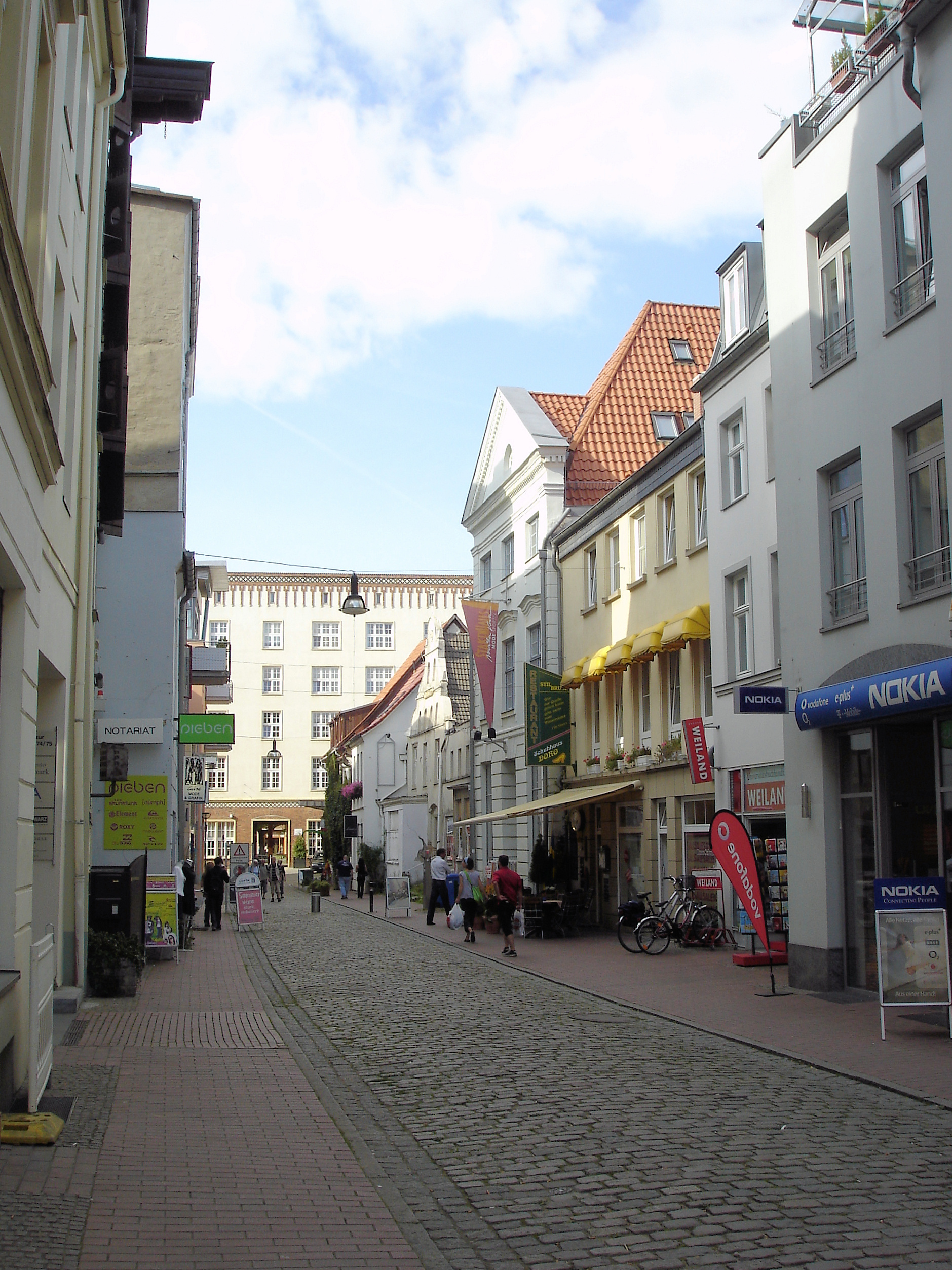
Eselföterstraße von der Kröpeliner Straße aus

Die Eselföterstraße in Rostock ist eine historische Straße im Stadtkern der Hansestadt. Sie verbindet die Kröpeliner Straße mit der Langen Straße. An ihrem nördlichen Ende gelangt man auf den Heiliggeisthof. Sie ist Teil der einstigen Rostocker Neustadt. Die Eselföterstraße ist für den Kraftverkehr zugelassen.

## Geschichte
Die Eselföterstraße ist eine von (heute) sieben Parallelstraßen, die Kröpeliner und Lange Straße miteinander verbinden. Sie wurde 1311 als platea eselsvoyt ersterwähnt. Bei der Bezeichnung Eselsfot (niederdeutsch für Eselsfuß) handelt es sich wohl um die Verballhornung des Namens eines Rostocker Patriziergeschlechts. Innerhalb des sozialen Gefüges der Stadt war die Eselföterstraße Wohngebiet der mittleren Schichten, weshalb sie vorwiegend mit Buden und nur mit wenigen Giebelhäusern bebaut wurde. Von besonderer Bedeutung für die Straße war die Nähe zum Heilig-Geist-Hospital, das sich zwischen Eselföterstraße und der Faulen Grube, der Grenze zur Mittelstadt, befand. Zwischen diesen beiden Straßen errichtete das Hospital seine fünfschiffige Kirche, die im 19. Jahrhundert abgerissen wurde. Den südlichen Teil der Ostseite der Straße bebaute man mit schlichten Hospitalhäusern. 
In den Bombennächten Ende April 1942 wurde die Westseite der Eselföterstraße weitgehend zerstört, die Ostseite blieb größtenteils intakt. Die Westseite wurde nach dem Krieg mit moderner Architektur neu bebaut. Durch den monumentalen Wiederaufbau der Langen Straße in den 1950er Jahren war die Verbindung lange Zeit verbaut, erst mit der Sanierung der Langen Straße nach der Wende ist die Eselföterstraße wieder durch einen Fußgängerdurchgang mit dieser verbunden. 
Die recht attraktive Eselföterstraße hat durch die Nähe zum Heiliggeisthof einen besonderen Reiz, auf der Ostseite befinden sich einige Einzelhandelsgeschäfte und ein Restaurant, während man auf der Westseite in ein Modehaus gelangt.

## Sehenswertes
Die Eselföterstraße 2 ist ein Speicher aus dem Jahr 1870, während die Nummern 20 bis 22 schlichte Hospitalhäuser aus dem 18. Jahrhundert sind. Die Eselföterstraße 26 ist ein im Kern mittelalterliches Giebelhaus mit einer um 1800 umgestalteten und mit Putznutung versehener Fassade, das in den Jahren 2017–2019 restauriert und als Gaststätte wieder eröffnet wurde. Das Gebäude Nummer 23 ist das ehemalige Logierhaus des Heilig-Geist-Hospitals, in dessen Fassade man das Baujahr 1589 erkennen kann und das nach Nutzung durch das Volkstheater Rostock und längerer Vernachlässigung in den Jahren 2016–2019 renoviert wurde.